# Peter Stebler
Peter Hermann Stebler także Pierre Armand Stebler (ur. 7 maja 1927 w Zurychu, zm. 15 września 2010 w Küsnacht) – szwajcarski wioślarz, srebrny medalista olimpijski.
Wystąpił na igrzyskach olimpijskich w Londynie w 1948 roku, gdzie osada Szwajcarii w składzie: Rudolf Reichling, Erich Schriever, Émile Knecht, Peter Stebler i André Moccand (sternik) wywalczyła srebrny medal w czwórkach ze sternikiem. W finale o 3 sekundy przegrali z osadą Stanów Zjednoczonych, a o 5,3 sekundy wyprzedzili Duńczyków. Na rozgrywanych cztery lata później igrzyskach olimpijskich w Helsinkach wystartował w dwójkach podwójnych, odpadając w pierwszej rundzie.
W dwójce podwójnej zdobył złote medale na mistrzostwach Europy w Mâcon (1951) i mistrzostwach Europy w Kopenhadze (1953) oraz srebrny na mistrzostwach Europy w Amsterdamie (1954). Ponadto był trzeci w ósemkach na mistrzostwach Europy w Lucernie (1947).